# San Raphael-Brazil
San Raphael-Brazil es una localidad de Trinidad y Tobago, que forma parte de la región de Couva-Tabaquite-Talparo.

## Geografía
La localidad abarca parte de la isla Trinidad y limita al norte con Carapo, La Horquetta, Tumpuna Road y Wallerfield (localidades pertenecientes a la región de Tunapuna-Piarco), al sur con Las Lomas (Nos. 1 & 2) y Talparo, al este con Cumuto y Guatopajaro (ambas localidades perteneciente a la región de Sangre Grande),  y al oeste con Nancoo Village y Las Lomas (Nos. 1 & 2).

## Demografía
Datos demográficos de la localidad de San Raphael-Brazil:
| Gráfica de evolución demográfica de San Raphael-Brazil entre 2000 y 2011 |
|                                                                          |